# Palacio de los condes de Santa Ana
El palacio de los condes de Santa Ana es un edificio ubicado en el centro histórico de la ciudad de Lucena, Andalucía, España. Se trata del mayor exponente de arquitectura privada en la ciudad del siglo XVIII y alberga en su interior el Centro de Interpretación de Lucena desde su inauguración en 2011. 

## Historia
Aunque su cronología es un tanto difícil de discernir, se acepta que fue construido durante la década de 1730 y fue finalizado durante la segunda mitad del siglo XVIII. En la primera planta se conoce que Antonio Rafael de Mora y Saavedra albergó un gabinete de antigüedades para sus visitas al palacio, entre los que se encontraba la estatua romana de Eros del siglo II que fue encontrado en los cimientos de la planta baja en 2010.
El edificio fue vendido en 1879 a la familia Mata Burgos, posteriormente conocidos como Torres Burgos. En 1982 fue declarado «Monumento histórico-artístico de carácter nacional», actualmente enmarcado en la declaración de Bien de Interés Cultural. Apenas unos años más tarde, la estructura fue comprada por el Ministerio de Justicia, que redefinió su uso como palacio de justicia con unas obras entre los años 1986 y 1987.

### Centro de Interpretación de Lucena
El edificio fue comprado en 2005 por el Ayuntamiento de Lucena a los propietarios para su uso cultural. En verano de 2008 comenzaron unas obras de restauración del palacio de los condes de Santa Ana para su conversión a un museo municipal que desarrollara la historia de la ciudad, así como sus aspectos sociales y étnicos, con un presupuesto de casi 3 millones de euros. Durante dichas obras apareció la estatua de un Eros dormido de mármol, datado en el siglo II durante época romana, y actualmente en exposición en el museo tras un proceso de restauración. La estatua ya aparece citada en algunas obras del siglo XVIII y XIX, por lo que pudo haber sido escondida en la casa a propósito, quizás debido a la Guerra de independencia española. Asimismo, aparecieron algunas pinturas murales de época neoclásica.
Finalmente, el centro museístico abrió sus puertas el 26 de marzo de 2011, con diez salas expositivas, cosechando gran número de visitantes en sus primeros meses de inauguración.
El 15 de julio de 2020 se inauguraron dos nuevas salas en el museo, la número once, «Las creencias del pueblo», dedicada a la basílica paleocristiana de Coracho, y doce, «Lucena… Eliossana», dedicadas a la cultura sefardí y con piezas que han sido cedidas por el rabino de la ciudad de Melilla, así como por otras procedentes de la Necrópolis judía de Lucena, como una lápida funeraria única en la península. El 28 de febrero de 2022 se inauguró una sala dedicada a la historia de la imprenta con elementos originales.En noviembre de 2024 el artista José Muñoz Aguilar donó una serie de maquetas de madera de diferentes monumentos de la ciudad que se añadieron de manera permanente al museo.

## Descripción

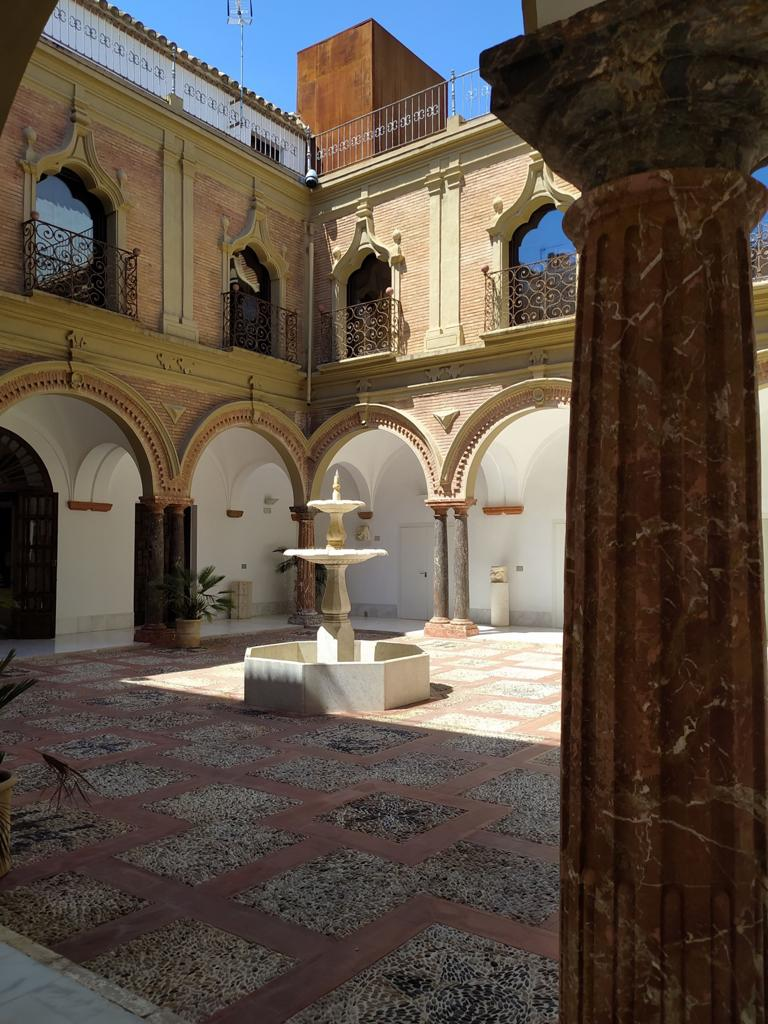
Segundo patio del palacio

El palacio se muestra al exterior a través de una alargada fachada de dos cuerpos de altura, de sillares y ladrillo con paramentos de mampostería respectivamente. El primer cuerpo presenta ventanas con marcos rehundidos con orejeras, y el segundo balcones enmarcados por pilastras y frontones rotos con aparatosos remates piramidales. Distintos motivos ornamentales contribuyen a dotar de una especial riqueza a esta fachada, donde el principal elemento es su espléndida portada de mármoles polícromos situada en el centro. Su amplio hueco de entrada se enmarca entre solemnes columnas corintias de altos pedestales y decoración geométrica. Entre ellas se crea un balcón volado, con un rico diseño a base de estípites y un coronamiento mixtilíneo con blasón, más una serie de pirámides de formas abultadas.
El primer patio, con menor ornamentación que el segundo, fue utilizado como articulación para las cocinas, granero, cuadras y habitaciones del servicio. Una vez en el interior se observa una gran escalera de mármol rojo mezclada con barandales de bronce y rematada por una cúpula octogonal y dos medias naranjas, cuyo estilo parece anticiparse al rococó y su autor pudo ser el maestro Francisco José Guerrero o su discípulo Pedro de Mena Gutiérrez. Las pechinas están decoradas con los emblemas familiares y la contrahuella de los escalones está decorada con azulejos de Talavera de la Reina. Un gran azulejo hexagonal que representaba a San Jorge a caballo estaba ubicado en el ala occidental de la escalera, actualmente expuesto en una de las salas del museo. Exponer esta pieza era toda una declaración, pues en aquella época la Virgen de Araceli (apoyada por la Monarquía) se disputaba el patronazgo de la ciudad con San Jorge (apoyado por el marqués de Comares).
El segundo patio presenta columnas de mármoles azules y rojos que se van alternando, a modo que las basas y fustes corresponden al color contrario. Asimismo, presenta en su centro una gran fuente monumental de mármol blanco que da muestra de la ostentación. El segundo cuerpo muestra balcones con arcos trilobulados y apuntados que dan un aspecto neogótico.